# Бус (Швейцария)
Бус (нем. Buus) — коммуна в Швейцарии, в кантоне Базель-Ланд.
Входит в состав округа Зиссах. Население составляет 962 человека (на 31 декабря 2007 года). Официальный код — 2844.